# Herb gminy Ksawerów
Herb gminy Ksawerów – jeden z symboli gminy Ksawerów, ustanowiony 13 czerwca 2002, ponownie 24 maja 2017.

## Wygląd i symbolika
Herb przedstawia na tarczy w polu zielonym kwiat róży czerwony z łodygą i liśćmi czarnymi. Róża symbolizuje ogrodnictwo, z którego słynie gmina.

## Historia
Herb został wybrany jako jeden z dwóch nadesłanych na konkurs ogłoszony 1 marca 2001. Został przyjęty uchwałą z dnia 13 czerwca 2002.